# Aarhus Brandvæsen
Aarhus Brandvæsen som organisation går tilbage til 25. februar 1885 da blev Aarhus Brandkorpsforening blev stiftet, på brandinspektør Springborgs fødselsdag . 

## Skomagervagt i sprøjtehuset
I 1870'erne havde Aarhus fået et større sprøjtehus i Aagade – i dag nuværende Åboulevarden – og mindre sprøjtehuse var også oprettet rundt om i byen. Her kunne brandvæsnet opbevare vogne og materiel, men det var først i 1887, at der blev etableret en fast vagt på sprøjtehuset i Aagade. Vagten var dog kun dagtimerne, og da det ikke var en fuldt lønnet stilling drev brandmændene også skomagervirksomhed fra sprøjtehuset, hvorfor brandvagten fik tilnavnet skomagervagten. 
Efterhånden som Frederiksbjerg blev udbygget forsøgte brandinspektør Springborg forgæves at få indført faste vagter på sprøjtehuset (Købmændenes Ligbærerlavs Vognhus) ved Søndre Kirkegård på Frederiks Allé.

## Springborg reformerede brandvæsenet
Kaptajn Eduard Springborg var i over 30 år personificeringen af brandvæsnet. Da Springborg blev udnævnt til brand- og bygningsinspektør i 1877 bestod det aarhusianske brandkorps af en hel bataljon af værnepligtige. Systemet var rodet og ineffektivt. Springborg gav de menige mulighed for at frikøbe sig fra brandtjeneste, og de indkomne penge kunne bruges til materielforbedringer og aflønning af det mere og mere professionelle brandkorps. 
Springborg sørgede også indirekte for forbedrede muligheder for brandvæsnet, da han i 1883 blev medstifter af Aarhus Telefonselskab. Springborg kunne se telefonens anvendelse i forhold til brandalarmering. Indtil telefonens indpas i Aarhus bestod brandvagten af en mand i domkirketårnet, der i tilfælde af brand kunne klimte med kirkeklokkerne.

## Brandstation på Ny Munkegade
”Jeg tillader mig derfor herved indtrængende at anmode Kommisionen om at foranledige, at der anvises en Plads … paa Bispetoften, og at denne Plads overlades Brandvæsenet snarest muligt…”
Sådan lød Springborgs indtrængende bøn til Aarhus Byråd i 1901. Tiden var løbet fra de små sprøjtehuse og Aarhus havde brug for en stor og moderne brandstation. Udvalget for Byens Udvidelse og Bebyggelse kunne dog ikke imødegå Springborgs ønske om en placering på Bispetoften – området ved Musikhuset og Rådhusparken. I stedet anviste udvalget en plads ved Christiansgade og Mørksgade. Heller ikke den placering kunne byrådet enes om, og i til sidst faldt valget på en grund ved Ny Munkegade og Thunøgade, hvor brandvæsnet i forvejen havde et øvelsestårn.
Springborg var dog ikke tilfreds med denne beslutning, hvorfor han endnu engang henvendte sig til byrådet. Anken var at bygningen på den skæve grund umulig kunne komme til at ”… blive en Pryd for Kvarteret”. Springborgs indvendinger blev dog overhørt og opførelsen af bygningen blev gennemført med Sophus Kühnel, der også havde stået bag brandstationens nabo, Ny Munkegades Skole – i dag Elise Smiths Skole - som arkitekt. 
Det stejle terræn viste sig at volde andre problemer end det rent æstetiske. Planeringen af den stejle grund blev nemlig dyrere end opførelsen af selve bygningen. Der var også andre udfordringer i forhold til Ny Munkegades stejle karakter. I starten af 1900-tallet var brandvognene endnu hestetrukne, og selvom det kunne gå hurtigt når hestene skulle rykke ud ned ad bakken, var det en anden snak turen gik op ad bakken.

## En moderne station
På trods af bekymringer og indvendinger kunne Aarhus Brandstation indvies på Ny Munkegade i januar 1904.
Århus Stiftstidende havde været på besøg på brandstationen kort før den officielle åbning. Her kunne avisen blandt andet reportere følgende fra bygningen, som var bygget i ”nærmest gammel nordisk Borgstil”: ”Der er en morsom lille Enkelthed i den ny Bygning. Da vi gik igennem Sprøjtehuset opdagede vi i det ene Hjørne en Klatrestang, der ved nærmere Eftersyn viste sig at gaa op gennem et Hul i Loftet til Etagen ovenover”. Det var naturligvis brandstangen Stiftstidende var stødt på. 
I det hele taget var den nye brandstation fyldt med moderne teknologi. Efter et besøg på stationen i 1908 kunne avisen berette om seletøj der hang over hestene i ”automatiske Udløsningsapparater”, så der kun gik 20 sekunder fra alarmen lød til brandkorpset var klar til udrykning.

## Svenskeren, Fynboen og Jubilæumssprøjten
Brandstationen blev dog hurtigt endnu mere moderne. Der gik kun fem år fra brandstationens indvielse i 1904 til Aarhus Brandvæsen kunne tage sit første motoriserede køretøj i brug. Det drejede sig om en 19 meter elektrisk drejestige fra Braun, der blev erhvervet for den nette sum af 28.000 kr. – svarende til godt 1.750.000 kr. i dag. Ikke nok med at stigen var en stor udskrivning, var den også usædvanlig dyr i vedligeholdelse, hvorfor brandvæsnet forgæves forsøgte at sælge den igen.
I 1915 havde brandvæsnet endnu en udskrivning – denne gang på 28.961 kr., da Jyllands første automobilsprøjte Svenskeren blev indkøbt. Svenskeren var en Scania-Vabis, der som navnet antyder, var produceret i Sverige og havde en pumpekapacitet på 1.800 liter vand i minuttet. Kort efter blev den automobile redskabsvogn ’Fynboen’ også indkøbt. De to brandsprøjter viste sig at være en god investering – faktisk var Svenskeren i brandvæsenets besiddelse indtil 1965, hvor den blev overdraget til Teknisk Museum i Helsingør. Svenskeren og Fynboen gjorde brandvæsnets heste arbejdsløse – i øvrigt lang tid før København, hvor hestene først blev endeligt opgivet i 1930. 
Da Svenskerens kunne fejre 25-års jubilæum blev indkøbt endnu en brandsprøjte, der meget passende kunne kaldes Jubilæumssprøjten. Den nye sprøjte, der havde kostet 45.000 kr. havde en pumpekapacitet på 9.000 liter i minuttet og en skumkapacitet på 3.500 liter i minuttet.
I november 1946 var Jubilæumssprøjten den første til at få installeret Nordeuropas mest moderne radio-telefoni-anlæg, der gjorde, at der nu kunne telefoneres mellem brandbilen og brandstationen i en radius af 70 km.

## Modernisering og udvidelser
Ved brandstationens indvielse i begyndelsen af 1904 var det kun en tredjedel af det projekterede byggeri, der var blevet opført. ”...ad Aare vil der da oppe paa Munkebakken rejse sig et flot og kønt 'Brandpalæ', som kan danne Ramme om vort flinke Brandkorps daglige Virksomhed”. Skrev Stiftstidende om de kommende udvidelsesplaner. 
Gennem årene er stationen da også blevet løbende udvidet. I 1924-1925 blev tilføjet to remiser, i 1925 blev opført et nyt øvelsestårn, i 1930’erne kom en helt ny administrationsbygning til og senere er også blevet tilføjet en ny garagebygning til, ligesom bygningen gennem tiden har gennemgået et par moderniseringer. Alligevel er de op oprindelige udvidelsesplaner aldrig blevet helt gennemført, og i dag er brandstationen løbet tør for udvidelsesmuligheder. Allerede i 1950’erne blev der søgt efter en større grund, og det bliver der stadigt. 

## Brandinspektører / brandchefer
- 14. december 1876-08. maj 1877 Oliemøller Christian Bang
- 08. maj 1877 - 1. april 1914 Kaptajn Eduard Springborg
- 01. april 1914 -14. juli1926 Maskinmester Magnus Bruhn
- 01. april 1927 - 18. februar 1940 Alfred Bredahl
- 01. april 1940 - 1. oktober 1950 Civilingeniør Harald Møller
- 01. oktober 1950 -? E. Slot Nielsen
- 1971 - 1988 Civilingeniør Jørgen Pedersen
- 1988 - 1991 Knud Aage Eriksen (konstitueret)
- 1991 - 1993 Edmund Lynggaatd
- 1993 - 2004 Knud Aage Eriksen
- 2004 - 2010 Civilingeniør Jakob Vedsted Andersen

## Eksterne kilder og henvisninger
- Springborgs Drenge - Århus Brandvæsen gennem 125 år, Red. Per Ryolf, Aarhus Brandvæsen og Aarhus Brandkorpsforening, 2010
- E. Springborgs Levnedsbeskrivelse (1901), i Folk i Århus (red. Tage Kaarsted), 1987, s. 110-118
- Harald Møller, Gennem ild og vand i 75 år, Aarhus Brandkorpsforening, 1960
- Preben Rasmussens udklipssamling, Erhvervsarkivet
- Aarhus Byråds Forhandlinger 28.01.1901, 21.11.1901, 10.07.1902
- Aarhus Byråds Forhandlinger for lukkede døre 10.07.1913, 29.01.1914
- Århus Stiftstidende 12.12.1903, 17.01.1904, 17.05.1908, 27.05.1940, 09.12.1940, 14.06.1941, 27.06.1941, 30.11.1941, 02.06.1942, 16.08,1942
- Århus Amtstidende 29.11.1946, 02.10.1953
- Artiklen er tilpasset efter artiklen på AarhusWiki (historik CC BY-SA 3.0) .